# Neolimonia rara
Neolimonia rara är en tvåvingeart som först beskrevs av Osten Sacken 1869.  Neolimonia rara ingår i släktet Neolimonia och familjen småharkrankar. Inga underarter finns listade i Catalogue of Life.